# 戴尔·加德纳
戴尔·阿兰·加德纳（英語：Dale Allan Gardner，1948年11月8日—2014年2月19日），前美國海軍上校、美国国家航空航天局宇航员，执行过STS-8以及STS-51-A任务。
2014年2月19日，加德纳因头部动脉瘤去世，死于科罗拉多州的家中，享年65岁。

## 生平
加德纳于 1948 年 11 月 8 日出生于明尼苏达州费尔蒙特，在明尼苏达州舍本和伊利诺伊州萨凡纳长大。他认为他的家乡是爱荷华州的克林顿，他的母亲爱丽丝加德纳夫人就住在那里。他和他的第二任妻子雪莉住在科罗拉多州的戈尔登，后来又住在科罗拉多州的迪维德，直到他去世。
1970年，加德纳毕业于伊利诺伊大学厄巴纳-香槟分校，获得物理工程学的学士学位。

### 军事经历
从伊利诺伊大学毕业后，加德纳加入现役美国海军，被分配到在佛罗里达州彭萨科拉的航空候补军官学校。在那里，他被任命为少尉，并被认是班级中最有前途的海军军官。
1970 年 10 月，他开始在彭萨科拉的VT-10中队接受基础海军飞行军官训练，并以该中队历史上最高的学术平均成绩毕业。他前往位于NAS Glynco的海军航空技术培训中心，进行高级海军飞行军官培训，并被选为杰出的海军研究生并授予他海军飞行军官徽章。
1971年5月5日，他进入在马里兰州帕塔克森特河的海军航空试验中心。从1971年5月至1973年7月，他被分配到武器系统测试部门，并作为惯性导航和航空电子系统项目官员，参与了最初的F-14雄貓式戰鬥機开发测试和评估。加德纳的下一个任务是在F-14第一中队（VF-1）海军航空站，在那里试飞了F-14雄貓式戰鬥機，在航空母舰企业号上参加了两场西太平洋和印度洋巡航。
从 1976 年 12 月到 1978 年 7 月，他被分配到加利福尼亚州NAS Point Mugu号上的第 4 测试和评估中队 ( VX-4 ) ，参与海军战斗机的运行测试和评估。

### 进入美国国家航空航天局
加德纳于 1978 年 1 月被NASA选为宇航员候选人，并于 1978年 7 月进入林登·约翰逊太空中心。1979 年 8 月，他完成了为期一年的培训和评估期，使他有资格担任专家级宇航员。随后，他担任航天飞机机载计算机飞行软件的宇航员项目管理，直到1981 年 4 月他进行了第一次飞行。然后，他担任了第四次飞行 (STS-4)的支持宇航员。他作为任务专家在STS-8（1983 年8月 30 日至 9 月 5 日）和STS-51-A（1984 年 11 月 8 日至 16 日）上飞行。加德纳总共在太空中停留 337 小时，绕地球225 圈。
他在 20 多种不同类型的飞机和航天器上记录了 2,300 多个小时的飞行时间。在挑战者事故发生之前的，加德纳被选为第一组宇航员的一员准备从范登堡空军基地发射。事故发生后，该次发射任务和范登堡发射资格被取消。
在1986年10月，经过了在NASA的8年后，加德纳回到了他的海军职位上，被分配到了美国太空司令部。他在夏延山空军基地担任空间控制作战部副主任两年多，并于 1989 年 6 月晋升为上尉后，成为彼得森空军基地空间控制司令部副主任。他的太空控制职责包括监视和跟踪地球轨道上的所有人造物体以及保护美国和盟国的太空系统。加德纳于 1990 年 10 月从美国海军退役，并接受了TRW Inc.的职位。在科罗拉多斯普林斯，他被任命为 TRW 航天和国防部门在科罗拉多斯普林斯工程运营的项目经理。在此期间，他参与了民用和军用航天和国防高科技项目的开发。在 TRW 之后，他成为诺斯洛普·格鲁门在科罗拉多斯普林斯业务的经理。 加德纳于 2003 年成为国家可再生能源实验室可再生燃料科学与技术副主任，并于 2013 年 1 月退休。

### 太空经历
1983年8月30号，STS-8从肯尼迪航天中心射,登上挑战者号航天飞机的船员包括理查德·利（指令长），丹尼尔·布兰登施泰因（領航員），并同任务专家圭恩·布鲁福德和威廉·桑顿。这是挑战者号航天飞机的第三次飞行，也是航天飞机计划的第一次夜间发射和着陆任务。在飞行过程中，STS-8的机组人员部署了印度国家卫星（INSAT-1B），操作和测试了加拿大制造的远程机械手系统(RMS) 机械臂，并进行了大量地球资源和空间科学实验。STS-8 在 145 小时内完成了 98 圈地球轨道，然后于1983 年 9 月 5 日降落在加利福尼亚州爱德华兹空军基地。
STS-51-A是航天飞机计划的第十四次飞行，于 1984 年 11 月 8 日（他的生日）发射升空。发现号航天飞机上的机组人员包括弗雷德里克·豪克（航天器指挥官）、大卫·沃克（飞行员）以及其他任务专家约瑟夫·艾伦和安娜·费舍尔。这是发现号航天飞机的第二次飞行。在这次任务期间，机组人员部署了两颗卫星，加拿大的Anik D-2 (TELESAT-H) 和休斯的 LEASAT-1 ( SyncomIV-1)，现在在美国海军服役。在一次戏剧性的救援行动中，他们还与之前发射到不当轨道的两颗卫星（印度尼西亚帕拉帕 B-2和西联汇款Westar VI通信卫星）会合,并从太空返回。加德纳和艾伦完成了总计 12 小时的两次太空行走，并在打捞行动中驾驶载人机动装置(MMU) 背包。STS-51-A 在 1984 年 11 月 16 日降落在肯尼迪航天中心之前完成了 127 圈地球轨道。